# Lac Courte Oreilles
Le lac Courte Oreilles est une étendue d'eau située près de la ville de Hayward dans l'État du Wisconsin aux États-Unis. Il est alimenté par le ruisseau Grindstone qui entre sur la rive nord du lac et qui s'écoule depuis le lac Grindstone, à une courte distance vers le nord.
Le lac est entièrement situé dans le comté de Sawyer et est la source principale de la rivière Couderay. 

## Toponymie
Son nom lui fut donné par les explorateurs français, coureurs des bois et trappeurs canadiens-français quand ils arpentaient cette région septentrionale de la Louisiane française et des Grands Lacs, à l'époque de la Nouvelle-France. Les oreilles des Amérindiens Ojibwés avaient probablement intrigué les premiers aventuriers.
La toponymie anglaise (Lac courte Oreilles) s'écrit avec un adjectif au singulier ne s'accordant pas avec le nom au pluriel qui le suit, comme dans la langue française.
Pierre-Esprit Radisson et Médard des Groseilliers furent les premiers trappeurs à explorer cette région des Grands Lacs.